# Phaedyma bataviana
Phaedyma bataviana är en fjärilsart som beskrevs av Moore 1898. Phaedyma bataviana ingår i släktet Phaedyma och familjen praktfjärilar. Inga underarter finns listade i Catalogue of Life.